# John Collier (Leichtathlet)

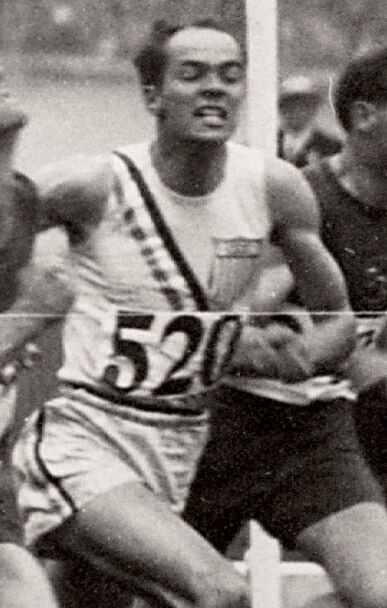
John Collier (1928)

John Collier (John Sheldon Collier; * 26. September 1907 in Buffalo; † 31. Oktober 1984 in Coronado, Kalifornien) war ein US-amerikanischer Hürdenläufer, der sich auf die 110-Meter-Distanz spezialisiert hatte.
1928 qualifizierte er sich als US-Vizemeister für die Olympischen Spiele in Amsterdam, bei denen er in 14,9 s die Bronzemedaille hinter dem Südafrikaner Sydney Atkinson (14,8 s) und seinem Landsmann Stephen Anderson (14,9 s) gewann.
1934 wurde er US-Hallenmeister über 65 m Hürden.
John Collier graduierte an der Brown University, wo sein Vater Theodore Collier (1874–1963) als Professor für Geschichte lehrte. Er wurde Lehrer und war lange Zeit an der St. Paul’s School tätig, wo er sich auch als Leichtathletiktrainer engagierte.